# Distrito de Amparafaravola

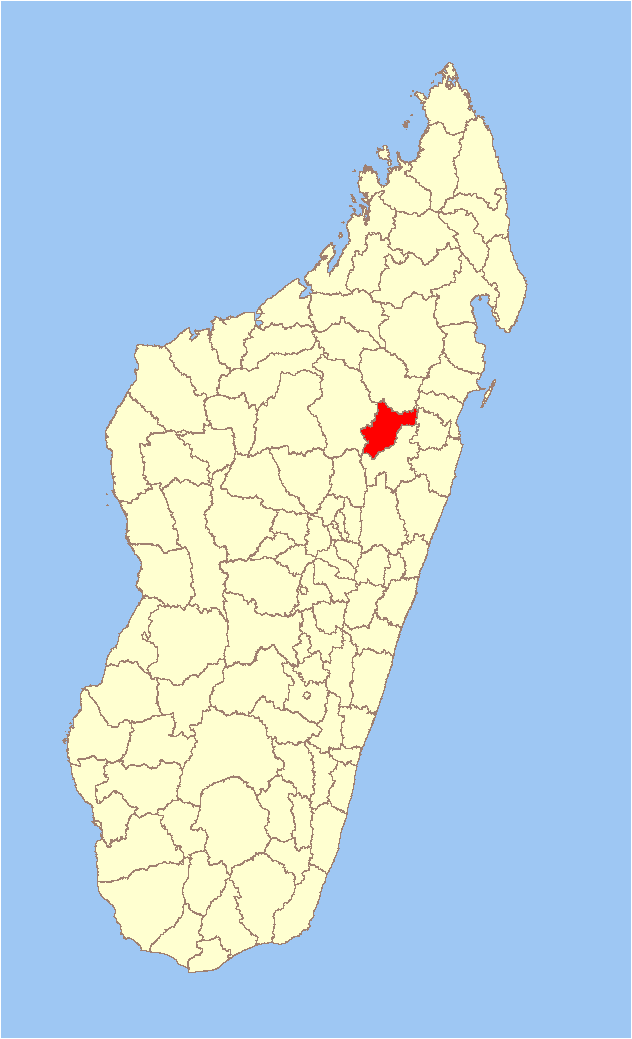
Distrito de Amparafaravola

El distrito Amparafaravola es un distrito que se encuentra en la región de Alaotra-Mangoro , situada en el noreste de Madagascar. Tenía 253.579 habitantes en el año 2011.
Comprende las siguientes comunas:
- Ambatomainty
- Amboavory
- Ambohijanahary
- Ambohitrarivo
- Andrebakely Est
- Beanana
- Bedidy
- Morarano Chrome
- Ranomainty
- Tanambe
- Vohimena
- Vohitsara